# Elektronvolt
Elektronvolt (symbol eV) er en måleenhed for energi. Én elektronvolt er mængden af kinetisk energi, som en fri elektron vinder ved at blive accelereret gennem en elektrostatisk potentialforskel på én volt. 
Man kan forestille sig en fri elektron, der befinder sig mellem to metalplader i en capacitor; pladerne er forbundet til et batteri, hvor spændingsfaldet er én volt (U = 1 V). Energien som elektronen vinder beregnes med formlen: E = q · U, hvor E er tilvæksten i energi (målt i joule), q er den elektriske ladning (målt i coulomb, for elektronen er q = -1 C) og U er spændingsfaldet mellem pladerne.
SI-enheden for energi er coulombvolt (C·V), bedre kendt som joule (J), og der gælder
1 eV = 1,602 176 644 · 10-19 J
Bemærk at denne værdi er ikke bestemt eksperimentelt, men er fastlagt ud fra den nye definition af fysiske konstanter fra 2019.[kilde mangler]
I praksis anvendes enheden ofte med præfiks, for eksempel kilo-elektronvolt (keV), mega-elektronvolt (MeV), gigaelektronvolt (GeV) eller teraelektronvolt (TeV):
- 1 keV = 1,602 176 644 · 10-16 J
- 1 MeV = 1,602 176 644 · 10-13 J
- 1 GeV = 1,602 176 644 · 10-10 J
- 1 TeV = 1,602 176 644 · 10-7 J
- 1 ZeV = 160,2 176 644  J
- 1 YeV = 160,217 664 4  kJ

De to sidstnævnte er zetta- og yottaelektronvolt. 1 YeV nok energi til at opvarme en halv liter vand fra stuetemperatur til kogepunktet.

## Elektronvolt som enhed for masse, længde eller tid
Inden for højenergifysikken regner man ofte med enheder hvor lysets hastighed {\displaystyle c} og den reducerede Planck-konstant {\displaystyle \hbar } sættes lig med det enhedsløse tal 1.
I dette system er elektronvolt også en enhed for masse idet der gælder
{\displaystyle {\frac {1{\mbox{ eV}}}{c^{2}}}=1{,}78266\cdot 10^{-36}{\mbox{ kg}}}
jævnfør formlen E=mc².
Reciprokke elektronvolt (eV-1) er derimod enheden for tid eller længde idet der gælder
{\displaystyle {\frac {\hbar }{\,1\,{\rm {eV}}\,}}=6{,}582\cdot 10^{-16}{\mbox{ s}}}
og
{\displaystyle {\frac {\,\hbar \cdot c\,}{\,1\,{\rm {eV}}}}=1{,}973\cdot 10^{-7}{\mbox{ m}}}
Ud fra disse sammenhænge mellem elektronvolt og kilogram, sekund samt meter kan man konstruere enheder for andre fysiske størrelser som potenser af elektronvolt.